# Självkontroll
Självkontroll är en psykisk viljehandling att behärska sina impulser, känslouttryck, och instinkter, förmåga att invänta ett bättre tillfälle att tillgodose sina intressen eller behov. Självkontroll och kroppskontroll är grundläggande jagfunktioner, som förutsätter självkännedom. Det är ett slag av kontrollfokus, motsatsen till ett externt kontrollfokus (att kontrollen är bortanför en själv).